# Leroy P. Steele-díj
A Leroy P. Steele-díj az American Mathematical Society által évente kiosztott matematikai díj. A díjat 1970-ben hozták létre Leroy P. Steele hagyatékából, George David Birkhoff, William Fogg Osgood és William Caspar Graustein tiszteletére. A díj értéke 5000 dollár. 1993 óta három kategóriában adják: "életműdíj"', "matematika-népszerűsítés" és "korszakalkotó kutatói munkásság". 1994 óta minden évben más területen osztják ki a díjat, egy ötéves ciklusban: analízis, algebra, alkalmazott matematika, geometria/topológia, az ötödik évben pedig váltakozva diszkrét matematika vagy matematikai logika.

## A díjazottak

### Életműdíj
- 2023 Nick Katz
- 2022 Richard P. Stanley
- 2021 Spencer Bloch
- 2020 Karen Uhlenbeck
- 2019 Jeff Cheeger
- 2018 Jean Bourgain
- 2017 James Arthur
- 2016 Barry Simon
- 2015 Victor Kac
- 2014 Phillip Griffiths
- 2013 Jakov Grigorjevics Szinaj
- 2012 Ivo Babuška(wd)
- 2011 John Milnor
- 2010 William Fulton
- 2009 Luis Caffarelli
- 2008 George Lusztig
- 2007 Henry McKean
- 2006 Frederick Gehring, Dennis Sullivan
- 2005 Iszrajel Mojszejevics Gelfand
- 2004 Cathleen Synge Morawetz
- 2003 Ronald Graham, Victor Guillemin
- 2002 Michael Artin, Elias M. Stein
- 2001 Harry Kesten
- 2000 Isadore Singer
- 1999 Richard Kadison
- 1998 Nathan Jacobson
- 1997 Ralph Phillips
- 1996 Goro Shimura
- 1995 John Tate
- 1994 Louis Nirenberg
- 1993 Eugene Dynkin

### Matematika-népszerűsítés
- 2023 Lawrence C. Evans
- 2022 Aise Johan de Jong
- 2021 Nógá Álón, Joel H. Spencer
- 2020 Martin R. Bridson, André Haefliger
- 2019 Philippe Flajolet (posztumusz), Robert Sedgewick
- 2018 Martin Aigner, Günter Ziegler
- 2017 Dusa McDuff, Dietmar Salamon
- 2016 David Cox, John Little, Donal O'Shea
- 2015 Robert Lazarsfeld
- 2014 Jurij Dmitrijevics Burago, Dmitrij Jurijevics Burago, Sergei Ivanov
- 2013 John Guckenheimer, Philip Holmes
- 2012 Michael Aschbacher, Richard Lyons, Stephen Smith, Ronald Solomon
- 2011 Henryk Iwaniec
- 2010 David Eisenbud
- 2009 Ian Macdonald
- 2008 Neil Trudinger
- 2007 David Mumford
- 2006 Lars Hörmander
- 2005 Branko Grünbaum
- 2004 John Milnor
- 2003 John Garnett
- 2002 Yitzhak Katznelson
- 2001 Richard P. Stanley
- 2000 John Horton Conway
- 1999 Serge Lang
- 1998 Joseph Silverman
- 1997 Anthony Knapp
- 1996 Bruce Berndt, William Fulton
- 1995 Jean-Pierre Serre
- 1994 Ingrid Daubechies
- 1993 Walter Rudin

### Korszakalkotó kutatói munka
- 2023 Peter B. Kronheimer, Tomasz Mrowka
- 2022 Michel Goemans, David Williamson
- 2021 Murray Gerstenhaber
- 2020 Craig Tracy, Harold Widom
- 2019 Haruzo Hida
- 2018 Szergej Vlagyimirovics Fominy, Andrej Vlagylenovics Zselevinszkij
- 2017 Leon Simon
- 2016 Andrew J. Majda
- 2015 Rosztiszlav Ivanovics Grigorcsuk
- 2014 Robert Kohn, Luis Caffarelli, Louis Nirenberg
- 2013 Szaharón Selah
- 2012 William Thurston
- 2011 Ingrid Daubechies
- 2010 Robert Griess
- 2009 Richard Hamilton
- 2008 Szemerédi Endre
- 2007 Karen Uhlenbeck
- 2006 Clifford Gardner, John Greene, Martin Kruskal, Robert Miura
- 2005 Robert Langlands
- 2004 Lawrence Evans és Nyikolaj Vlagyimirovics Krilov
- 2003 Ronald Jensen és Michael Morley
- 2001 Leslie Greengard és Vladimir Rokhlin
- 2002 Mark Goresky és Robert MacPherson
- 2000 Barry Mazur
- 1999 Michael Crandall, John Forbes Nash
- 1998 Herbert Wilf és Doron Zeilberger
- 1997 Mihail Leonyidovics Gromov
- 1996 Daniel Stroock és Srinivasa Varadhan
- 1995 Edward Nelson
- 1994 Louis de Branges
- 1993 George Daniel Mostow